# Namaflughuhn
Das Namaflughuhn (Pterocles namaqua) auch Nama-Flughuhn oder Namaqua-Flughuhn ist ein im südlichen Afrika beheimatetes Flughuhn und gehört zu den Eigentlichen Flughühnern (Pterocles).

## Beschreibung
Das Namaflughuhn erreicht eine ungefähre Länge von 28 Zentimeter und wiegt zwischen 175 und 200 Gramm. Die Färbung des Gefieders unterscheidet sich bei den Geschlechtern nicht. Der hellbraune Kopf und das weiße Band, das sich über die Brust zieht, und die braungefleckten Flügel sorgen für eine gute Tarnung.

## Lebensweise
Da Flughühner bevorzugt Gebiete mit sehr hohen Temperaturen und wenig oder gar keinen Schattenspendern bewohnen und sich hauptsächlich von Samen (Leguminosen) ernähren, müssen sie regelmäßig trinken. Sie haben eine nomadische Lebensweise, manche wechseln auch saisonal zwischen Brut- und Wintergebieten, z. B. Gelbkehl-Flughuhn und Senegal-Flughuhn. In der Dämmerung suchen sie in großen Schwärmen Wasserstellen auf, die bis zu 50 km entfernt liegen können. Die Männchen von Brutpaaren kauern sich dabei bis zum Bauch in die Wasserstellen und schwenken ihren Körper hin und her. Dabei saugt sich ihr Bauchgefieder mit Wasser voll. Damit fliegt das Männchen zurück zum Nest und lässt die Jungen das Wasser aus dem Gefieder saugen. Die Federn am Bauch besitzen einen speziellen Aufbau, der eine besonders hohe Speicherfähigkeit aufweist und Verdunstung während des Transports reduziert. Dadurch bleiben trotz der großen Entfernung zum Nest durchschnittlich 40–45 % des aufgenommenen Wassers im Gefieder gespeichert. Die Nester der Flughühner sind kleine Mulden, die kaum ausgepolstert werden. Das Weibchen legt zwei- bis dreimal im Jahr etwa drei Eier, die von beiden Elternteilen bebrütet werden. Die Brutzeit beträgt 21 bis 23 Tage.

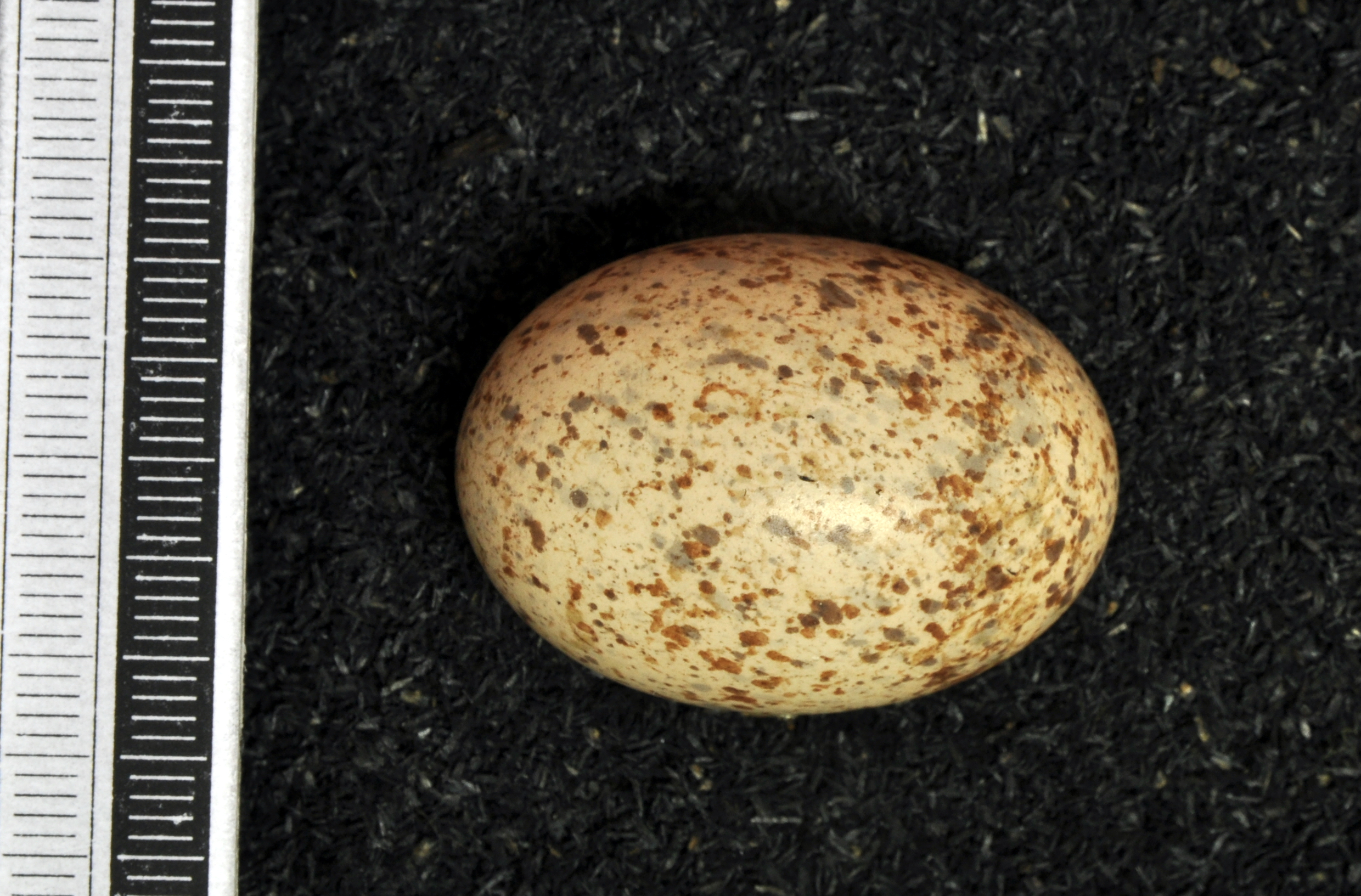
Ei, Sammlung Museum Wiesbaden

Namaflughühner benötigen nur wenig Nahrung und Wasser und ihr Gefieder isoliert die Vögel gegenüber den typischen Temperaturextremen ihres Lebensraumes. Die einzige Nahrung dieser Vögel besteht aus Pflanzensamen.
Die Tiere sind in der Lage, in den eingekrümmten Brustfedern mit spezieller Federstruktur Wasser zu ihren Jungen zu transportieren.

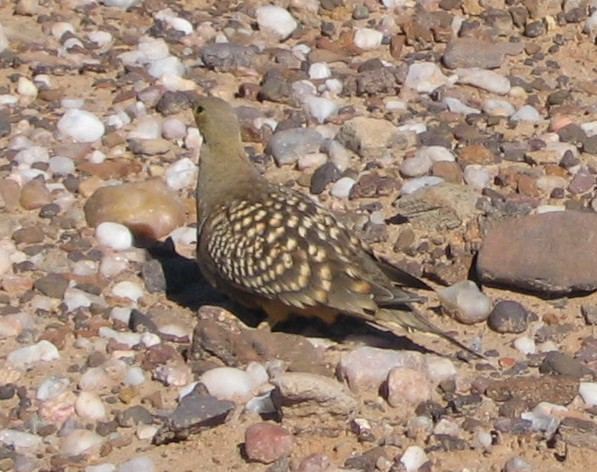
Ein Namaflughuhn im Tal des Ugab, einem Trockenfluss in Namibia.

## Verbreitung und Lebensraum
Diese Art ist im südlichen Afrika beheimatet, die Ostküste ausgenommen. Die Vögel leben in den Wüsten und Halbwüsten dieses Gebietes.